# Dale Purinton
Dale Purinton (* 11. Oktober 1976 in Fort Wayne, Indiana) ist ein ehemaliger US-amerikanischer Eishockeyspieler und -trainer, der im Verlauf seiner aktiven Karriere zwischen 1993 und 2008 unter anderem 181 Spiele für die New York Rangers in der National Hockey League (NHL) auf der Position des Verteidigers bestritten hat. Darüber hinaus absolvierte Purinton, der den Spielertyp des Enforcers verkörperte, annähernd 300 weitere Partien in der American Hockey League (AHL). Sein Vater Cal Purinton war ebenfalls professioneller Eishockeyspieler.

## Karriere
Purinton wurde beim NHL Entry Draft 1995 in der fünften Runde als 117. Spieler von den New York Rangers aus der National Hockey League (NHL) ausgewählt. Während seiner Juniorenzeit spielte der Verteidiger zwischen 1994 und 1997 für die Tacoma Rockets, Kelowna Rockets und Lethbridge Hurricanes in der Western Hockey League (WHL), nachdem er zuvor bereits zwischen 1993 und 1994 für die Moose Jaw Warriors in derselben Liga debütiert hatte und anschließend für die Vernon Lakers in der British Columbia Hockey League (BCHL) aufgelaufen war. Mit Lethbridge gewann er im Jahr 1997 die Meisterschaft der WHL in Form des President’s Cup und nahm in der Folge mit dem Team am traditionsreichen Memorial Cup teil.
Ab der Saison 1997/98 kam Purinton beim Hartford Wolf Pack, dem Farmteam der Rangers, in der American Hockey League (AHL) zum Einsatz. In der Spielzeit 1999/2000 gelang dem Enforcer der endgültige Durchbruch in der AHL, als er in 62 Spielen der regulären Saison auf insgesamt 415 Strafminuten kam. Dies war der dritthöchste Wert in dieser Saison. In den Finalspielen um den Calder Cup besiegte das Team die Rochester Americans in sechs Spielen und gewann die prestigeträchtige Trophäe. Dadurch empfahl sich Purinton für den NHL-Kader der Rangers, wo er im Folgejahr zu 42 Einsätzen kam und seine Rolle als Enforcer ausfüllte. Auch in den folgenden drei Jahren kam er jeweils zu mindestens 40 Spielen in der NHL, konnte jedoch mit den Rangers keine besonderen Erfolge erzielen.
Die aufgrund eines Lockouts abgesagte NHL-Saison 2004/05 verbrachte er bei den Victoria Salmon Kings in der ECHL. In der Saison 2005/06 kam er nur zu 35 Spielen für das Hartford Wolf Park, da Purinton im November 2005 wegen einer Knieverletzung aussetzen musste und ihn eine Fingerverletzung zwei Monate später erneut vom Spielbetrieb ausfallen ließ. Im Juli 2007 unterschrieb er einen Vertrag bei der Colorado Avalanche, schaffte er jedoch nicht in den NHL-Kader und spielte in der Saison 2007/08 für die Lake Erie Monsters in der AHL, ehe der 31-Jährige seine Karriere zum Saisonende beendete.
Im Oktober 2009 übernahm Purinton den Job als Cheftrainer bei den Cowichan Valley Capitals in der British Columbia Hockey League, wo er drei Jahre tätig war. Nach zwei weiteren Spielzeiten als Trainer im unterklassigen Juniorenbereich in der  Vancouver Island Junior Hockey League (VIJHL) zog sich 37-Jährige endgültig aus dem Eishockeygeschäft zurück.

## Erfolge und Auszeichnungen
- 1997 President’s-Cup-Gewinn mit den Lethbridge Hurricanes
- 2000 Calder-Cup-Gewinn mit dem Hartford Wolf Pack

## Karrierestatistik
(Legende zur Spielerstatistik: Sp oder GP = absolvierte Spiele; T oder G = erzielte Tore; V oder A = erzielte Assists; Pkt oder Pts = erzielte Scorerpunkte; SM oder PIM = erhaltene Strafminuten; +/− = Plus/Minus-Bilanz; PP = erzielte Überzahltore; SH = erzielte Unterzahltore; GW = erzielte Siegtore; 1 Play-downs/Relegation; Kursiv: Statistik nicht vollständig)